# دانشگاه کیورین
دانشگاه کیورین (杏林大学 - Kyōrin daigaku) یک دانشگاه خصوصی در بخش غربی توکیو، ژاپن است. این دانشگاه در سال ۱۹۷۰ تأسیس شد. این دانشگاه دارای چهار دانشکده در مقطع کارشناسی و سه دانشکده فوق لیسانس است.